# Светско првенство у атлетици у дворани 1989 — скок удаљ за жене
Скок удаљ у женској конкуренцији на 2. Светском првенству у атлетици у дворани 1989. у Будимпешти (Мађарска) је одржано је 4. марта у Спортској дворани.
Титулу освојену у Индијанаполису 1987. није бранила Хајке Дрекслер из Источне Немачке.

## Земље учеснице
Учествовало је 8 такмичарки из 7 земаља.
1. Италија (1)
2. Кина (1)
3. Пољска (1)
4. Румунија (1)
5. САД (1)
6. Совјетски Савез (2)
7. Финска (1)

## Освајачи медаља
| Освајачи медаља   |               |                 |  |  |  |  |
|                   |               |                 |  |  |  |  |
|                   |               |                 |  |  |  |  |
|                   |               |                 |  |  |  |  |
| Галина Чистјакова | Маријета Илку | Лариса Бережна  |  |  |  |  |
| Совјетски Савез   | Румунија      | Совјетски Савез |  |  |  |  |

## Рекорди
Листа рекорда у скоку удаљ пре почетка светског првенства 3. марта 1989. године.
| Рекорди пре почетка Светског првенства 1989.  | Рекорди пре почетка Светског првенства 1989. | Рекорди пре почетка Светског првенства 1989. | Рекорди пре почетка Светског првенства 1989. | Рекорди пре почетка Светског првенства 1989. | Рекорди пре почетка Светског првенства 1989. |
| --------------------------------------------- | -------------------------------------------- | -------------------------------------------- | -------------------------------------------- | -------------------------------------------- | -------------------------------------------- |
| Светски рекорд                                | 7,37                                         | Хајке Дрекслер                               | Источна Немачка                              | Беч, Аустрија                                | 13. фебруар 1988.                            |
| Рекорди светских првенстава                   | 7,10                                         | Хајке Дрекслер                               | Источна Немачка                              | Индијанаполис, САД                           | 7. март 1987.                                |
| Најбољи резултат сезоне                       | 7,30                                         | Галина Чистјакова                            | Чехословачка                                 | Липецк, Совјетски Савез                      | 28. јануара 1991.                            |
| Афрички рекорд                                |                                              |                                              |                                              |                                              |                                              |
| Азијски рекорд                                |                                              |                                              |                                              |                                              |                                              |
| Северноамерички рекорд                        | 7,02                                         | Џеки Џојнер-Керси                            | Сједињене Државе                             | Ист Радерфорд, САД                           | 1. фебруар 1988.                             |
| Јужноамерички рекорд                          | 6,53                                         | Џенифер Инис                                 | Гвајана                                      | Њујорк, САД                                  | 24. фебруар 1984.                            |
| Европски рекорд                               | 7,37                                         | Хајке Дрекслер                               | Источна Немачка                              | Беч, Аустрија                                | 13. фебруар 1988.                            |
| Океанијски рекорд                             | 6,61                                         | Робин Лоравеј                                | Аустралија                                   | Осака, Јапан                                 | 16. јануар 1984.                             |
| Рекорди остварени на Светског првенства 1991. |                                              |                                              |                                              |                                              |                                              |
| Океанијски рекорд                             | 6,66                                         | Никол Богман                                 | Аустралија                                   | Севиља, Шпанија                              | 9. март 1991.                                |

### Најбољи резултати у 1989. години
Десет најбољих атлетичарки године у скоку удаљ у дворани пре почетка првенства (3. марта 1989), имале су следећи пласман.
| 1.  | Галина Чистјакова       | Совјетски Савез | 7,30 | 28. јануар  |
| 2.  | Лариса Бережна          | Совјетски Савез | 7,20 | 4. фебруар  |
| 3.  | Јоланда Чен             | Совјетски Савез | 7,05 | 4. фебруар  |
| 4.  | Маријета Илку           | Румунија        | 6,95 | 25. фебруар |
| 5.  | Инеса Кравец            | Совјетски Савез | 6,88 | 4. фебруар  |
| 6.  | Ана Бирјукова           | Совјетски Савез | 6,86 | 4. фебруар  |
| 7.  | Јелена Белевска         | Совјетски Савез | 6,85 | 25. фебруар |
| 8.  | Вали Јонеску-Константин | Румунија        | 6,82 | 4. фебруар  |
| 9.  | Мирела Дулгеру – Ренда  | Румунија        | 6,76 | 4. фебруар  |
| 10. | Ана Деревјанкина        | Совјетски Савез | 6,71 | 28. јануар  |

Такмичарке чија су имена подебљана учествују на СП 1989.

## Сатница
| Датум         | Време | Ниво   |
| ------------- | ----- | ------ |
| 4. март 1989. |       | Финале |

## Резултати

### Финале
Такмичење је одржано 4. марта 1989. године.,,
| Пласман | Атлетичарка       | Земља           | ЛР    | ЛРС  | #1   | #2   | #3   | #4   | #5   | #6   | Резултат | Белешке |
| ------- | ----------------- | --------------- | ----- | ---- | ---- | ---- | ---- | ---- | ---- | ---- | -------- | ------- |
|         | Галина Чистјакова | Совјетски Савез | 7,52о | 7,30 | 6,54 | 6,86 | x    | 6,87 | 6,98 | 6,62 | 6,98     |         |
|         | Маријета Илку     | Румунија        | 6,95  | 6,95 | 6,64 | 6,83 | 6,73 | x    | 6,86 | 6,76 | 6,86     |         |
|         | Јелена Бережна    | Совјетски Савез | 7,20  | 7,20 | 6,77 | 6,72 | 6,79 | 6,82 | x    | x    | 6,82     |         |
| 4.      | Ринга Ропо-Јунила | Финска          | 6,55о |      |      |      |      |      |      |      | 6,69     |         |
| 5.      | Антонела Каприоти | Италија         | 6,31  |      |      |      |      |      |      |      | 6,45     |         |
| 6.      | Агата Карчмарек   | Пољска          | 6.97о |      |      |      |      |      |      |      | 6,31     |         |
| 7.      | Ћијинг Сјунг      | Кина            |       |      |      |      |      |      |      |      | 6,28     |         |
| 8.      | Џенифер Инис      | САД             | 6,82о |      |      |      |      |      |      |      | 6,02     |         |